# Cirroctopus mawsoni
Cirroctopus mawsoni (S. S. Berry, 1917), tipo nomenclaturale del suo genere, è un cefalopode antartico bentonico della famiglia Cirroctopodidae M. A. Collins & Villenueva, 2006, ordine Octopoda (polpi). Fu descritto inizialmente da Samuel Stillman Berry come Stauroteuthis (?) mawsoni (Berry, 1917), genere Stauroteuthis A. E. Verrill, 1879, famiglia Cirroteuthidae W. Keferstein, 1866.

## Provenienza
Il primo esemplare fu raccolto, con draga di fondo, lungo la costa antartica della Terra Adelia dalla nave Aurora, il 28 dicembre 1913, durante l'Australasian Antarctic Expedition, la spedizione scientifica in Antartide guidata dal geologo e mineralogista Douglas Mawson, tra il 1911 e il 1914.
L'esemplare, assieme ad altri dieci cefalopodi raccolti durante la spedizione, fu acquisito dall'Australian Museum di Sydney, che aveva all'epoca la più completa raccolta di cefalopodi antartici. Successivamente, gli undici esemplari furono affidati per la determinazione allo zoologo californiano S. S. Berry che, nel 1917, pubblicò una relazione scientifica con i risultati dello studio anatomo-morfologico e sistematico dei reperti.
Gli esemplari furono riferiti da Berry a cinque differenti nuove specie di cui, quattro assegnate al genere Moschites J. G. Schneider, 1784 e una al genere Stauroteuthis. Per quest'ultima, che sarebbe poi diventata la specie tipo del genere Cirroctopus Naef, 1923, Berry propose l'epiteto specifico di mawsoni, volendo dedicare questa «curious and interesting creature», al responsabile della spedizione antartica, Sir Douglas Mawson.

## Descrizione
L'esemplare caratterizzato da Berry, sicuramente molto giovane, aveva corpo lungo, quasi sepioliforme, liscio, compresso dorso-ventralmente, arrotondato inferiormente e leggermente arcuato sopra le pinne. Queste erano troncate e squadrate, larghe quasi quanto il corpo e lunghe quasi quanto il mantello alla base. Avevano i margini posteriori tendenti obliquamente all'indietro, fino a unirsi, formando una vistosa piega larga e piatta del tegumento.

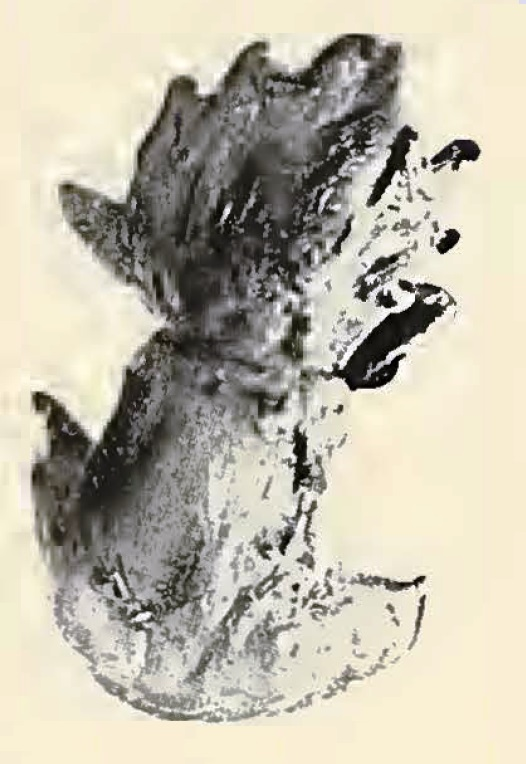
C. mawsoni, vista dorsale (immagine tratta da: Berry, 1917)

La cavità palleale era molto stretta, quasi circolare intorno a un piccolo sifone corto. La testa era larga quanto il corpo e non ben delimitata da esso. Le braccia erano lunghe quanto la testa e il corpo presi insieme, e portavano ognuna, lungo la fascia orale, un'unica serie di piccole ventose discoidali e ravvicinate, poco rialzate, con apertura minuta e fiancheggiate su entrambi i lati da una serie di corti cirri papilliformi. Le braccia erano collegate da una sottile membrana interbrachiale, estesa fin quasi all'estremità, tra le braccia dorsali, meno estesa lateralmente e tra le braccia ventrali.
| Dimensioni                                                       | in mm |
| ---------------------------------------------------------------- | ----- |
| Lunghezza totale                                                 | 32 mm |
| Dal bordo della piega posteriore alla base delle braccia dorsali | 15    |
| Larghezza del corpo (escluse le pinne)                           | 9     |
| Larghezza del corpo attraverso le pinne                          | 28    |
| Larghezza della singola pinna                                    | 8     |
| Lunghezza media della pinna                                      | 6,5   |
| Larghezza massima della piega posteriore                         | 3     |
| Larghezza del collo                                              | 8     |
| Larghezza attraverso gli occhi                                   | 9     |
| Lunghezza del sifone                                             | 3,5   |
| Lunghezza delle braccia dorsali                                  | 17    |

## Distribuzione e habitat
La specie è conosciuta, in un unico esemplare, solo dalla località tipo.
L'habitat della località tipo è un fondo melmoso tra 530 e 550 m di profondità.

## Tassonomia
La nuova specie istituita da Berry nel 1917 fu riferita al genere Stauroteuthis (famiglia Cirroteuthidae) con l'epiteto specifico mawsoni. Nel 1923 Adolf Naef, zoologo e paleontologo svizzero, propose di inserire nella famiglia Cirroteuthidae il nuovo genere Cirroctopus Naef, 1923, da lui fondato proprio per ospitare la nuova specie, che divenne il tipo nomenclaturale del nuovo genere, con il nome scientifico di C. mawsoni (Berry) Naef, 1923.
Successivamente, nel 1932, lo zoologo britannico Guy Colborn Robson spostò nella famiglia Stauroteuthidae Grimpe, 1916 la nuova specie istituita da Berry che, riferita al nuovo genere Grimpoteuthis G. C. Robson, 1932, assunse la denominazione G. mawsoni (Berry) Robson, 1932. Ma, nel 1999, il genere Cirroctopus fu rimosso dalla sinonimia di Grimpoteuthis dal biologo marino neozelandese Steve O’Shea che lo incluse nella famiglia Opisthoteuthidae A. E. Verrill, 1896, per la presenza di caratteri condivisi con il genere Opisthoteuthis A. E. Verrill, 1883.
Nel 2003, Stuart Piertney et al. hanno ricostruito le relazioni filogenetiche tra i cefalopodi del sottordine Cirrata, analizzando sequenze parziali del gene 16S rRNA che codifica per l'RNA ribosomale 16S. Lo studio ha evidenziato che il genere Cirroctopus andava considerato come un raggruppamento monofiletico distinto sia da Opisthoteuthidae che da Grimpoteuthidae e che, pertanto, andava assegnato ad una nuova famiglia, da istituire.
Martin A. Collins e Roger Villenueva, nel 2006, supportati dai dati molecolari dello studio di Piertney et al. (2003) e dai riscontri morfologici che evidenziavano differenze nella forma delle pinne, nella conformazione della conchiglia e nella disposizione dei nervi ottici del genere Cirroctopus, lo assegnarono alla nuova famiglia Cirroctopodidae M. A. Collins & Villenueva, 2006. Di conseguenza, la nuova specie istituita da Berry riprese il nome di C. mawsoni (S. S. Berry, 1917).
Nel 2023 Morag Taite et al. hanno ricostruito le relazioni filogenetiche all'interno degli Octopoda. Utilizzando il genome skimming su venti esemplari di specie diverse, ne hanno recuperato l'intero genoma mitocondriale e le sequenze dei geni nucleari che codificano per 18S rRNA e 28S rRNA. I dati molecolari hanno confermano la monofilia del genere Cirroctopus e la correttezza dell'assegnazione a una famiglia distinta.